# Blaasmiddel
Blaasmiddelen of schuimmiddelen worden als additief in thermoplastische kunststoffen toegepast voor gewichtsreductie en kostenbesparing bij spuitgieten, rotatiegieten en extruderen. 

## Waarom een blaasmiddel?
Blaasmiddelen worden toegepast om specifieke eigenschappen en kwaliteit te verbeteren. Zoals:
- dichtheidsreductie (gewicht & kosten besparing)
- reductie van krimp en kromtrekken
- voorkomen van inzakkingen door krimp
- verbeteren van de vloei eigenschappen voor snellere matrijsvulling
- aanbrengen van optische effecten (hout structuur)
- verbeteren van de (machinale) bewerkingseigenschappen van het eindproduct
- verhogen van de stijfheid bij grotere producten
- wijzigen van de isolerende eigenschappen

Over het algemeen worden blaasmiddelen vooral toegepast bij dikwandige polyethyleen en polypropeen producten (>10 mm) met als doel gewichtreductie al dan niet gecombineerd met een kortere cyclustijd.
Minder bekend is dat blaasmiddelen ook toegepast kunnen worden bij technische kunststoffen zoals POM, PC/ABS, SAN, ASA, PET, PBT, elastomeren (TPE, TPU, TPV, SEBS/SBS), PMMA, diverse polyamides. Voor deze kunststoffen geldt zowel ongevuld als gevuld.

## Toepassingen
Er zijn diverse processen om blaasmiddelen toe te passen, zoals:
- Thermoplastisch Schuim Gieten (TSG) ook wel Structure Foam Moulding (SFM)

- - Een proces met als doel maximale gewichtsreductie, verbeterde stijfheid, zeer goede controle over kromtrekken, inzakkingen en krimp. Vanwege de duidelijk zichtbare sporen van het blaasmiddel aan het oppervlak moeten de producten vrijwel altijd gelakt worden. Dichtheidsreductie tot ca. 35% zijn mogelijk.
- Gas tegendruk
  - Tijdens het vullen wordt de matrijs onder druk gehouden totdat deze bijna gevuld is. Door de druk dan pas te verlagen gaat het blaasmiddel later werken in vergelijking met TSG. Hierbij wordt toch gewichtsreductie bereikt met behoud van oppervlaktekwaliteit. Deze producten hebben een glad oppervlak en hoeven dan ook niet gelakt te worden.
- Meer componenten spuitgieten
  - Blaasmiddelen worden toegepast in de kern van het product voor een hogere stijfheid, strakker product en betere vloei. Gewichtsreductie is meestal niet het hoofddoel, maar 15-25% gewichtsbesparing is haalbaar.
- Compact spuitgieten
  - Hier worden blaasmiddelen voornamelijk toegepast om inzakkingen en kromtrekken te voorkomen.
- Lage druk en direct gassing processen
  - Weinig toegepast in Europa, maar zeer populair in de Verenigde Staten. Hierbij is het mogelijk oversized producten te produceren met gewichtsreductie en verbeterde stijfheid.

In combinatie met een gas (stikstof of lucht) worden blaasmiddelen ingezet als 'nucleatiemiddel' voor een zo fijn mogelijke celstructuur in producten als pallets, grote kratten en glijbanen.
Naast deze (spuitgiet)processen worden blaasmiddelen ook ingezet bij:
- Extrusie van profiel & buis, plaat/staf en kabel & draad, maar ook bijvoorbeeld structuur behang
- Extrusie blazen van flessen en technische delen
- Rotatiegieten

## Blaasmiddelselectie
Om het juiste type blaasmiddel te selecteren is het dus van belang te weten wat het doel van het product is, wat het productieproces is en natuurlijk welke kunststof.
Hierbij is er een keus uit zeer veel verschillende type blaasmiddelen. In principe laten ze zich onderverdelen in twee hoofdsoorten:

### Exotherme blaasmiddelen
Gebaseerd op azodicarbonamide en andere hydrazinederivaten, gecompoundeerd met verschillende dragers.
- zeer hoge gasopbrengst (~220 ml/g)
- gelijkmatige gasverdeling
- weinig corrosief voor matrijzen
- gasvorming kan aangepast worden aan de kunststof
- geen neiging tot blooming
- niet voedsel goedgekeurd!

### Endotherme blaasmiddelen
Gebaseerd op bicarbonaten en citroenzuurachtige verbindingen
- Relatief lage gasopbrengst (~130 ml/g)
- Bij grote, langlopende productieseries heb je mogelijk matrijzen nodig met een hoog chroom gehalte aangezien sommige types citroenzuur bevatten.
- Gasvorming kan aangepast worden naargelang de kunststof
- Bij sommige types neiging tot ‘blooming’
- Zeer fijne celstructuur
- Kortere cyclustijden
- Produceren CO2 en een zeer kleine hoeveelheid water
- Voedsel goedgekeurd

## Werkwijze
Afhankelijk van de reden waarom een blaasmiddel wordt toegepast, zijn er verschillende mogelijkheden:
- Voorkomen van inzakkingen: gebruik 1,0 – 3,0 gew% blaasmiddel masterbatch met een lage concentratie aan actieve ingrediënten voor een optimale distributie van het gas.
- Bij SFM, gas tegendruk of meercomponenten spuitgieten, wordt bij voorkeur 1,0 – 3,0 gew% van een hoog geconcentreerde blaasmiddel masterbatch gebruikt.

Voor een optimaal resultaat dienen in alle gevallen het blaasmiddel en de kunststof op elkaar afgestemd te worden. Factoren hierbij zijn onder andere type kunststof (smelttemperatuur, MFI/MVR, e.d.), verblijftijd in de cilinder, vorm/volume van het product en beoogde effect.
Tijdens het spuitgieten met een blaasmiddel moeten er een aantal regels in acht worden genomen:
- Stel de machine in als gebruikelijk
- Reduceer de nadruk tot 0 bar
- Verhoog de tegendruk
- Gebruik de maximale injectiesnelheid
- Laat de neus van de machine tegen de matrijs aanstaan gedurende het gehele proces en gebruik bij voorkeur een afsluitbare neus of hotrunner, dit is noodzakelijk om verlies van smelt en gas te voorkomen.
- Zorg voor goede matrijsontluchting
- Zorg voor voldoende matrijskoeling